# انتیاک (شهرستان کلارک آلاباما)
انتیاک (به انگلیسی: Antioch) یک منطقهٔ مسکونی در ایالات متحده آمریکا است که در آلاباما واقع شده‌است. انتیاک ۷۸٫۹۴ متر بالاتر از سطح دریا واقع شده‌است.